# Sự kiện UFO Carson Sink
Vụ Carson Sink là một biến cố UFO được John L. McGinn và John R. Barton, hai Đại tá Không quân Mỹ, cho là đã xảy ra gần Carson Sink ở phía tây Nevada, Hoa Kỳ khi họ đang trên đường từ California đến Colorado bằng chiếc B-25 vào ngày 24 tháng 7 năm 1952. Cả hai đại tá đều làm việc tại Lầu Năm Góc vào thời điểm đó với nhiệm vụ khiến họ rất quen thuộc với các loại máy bay quân sự của thời đại, cả trong và ngoài nước. Máy bay cũng được báo cáo là có hàng trăm cư dân nhìn thấy.

## Diễn biến

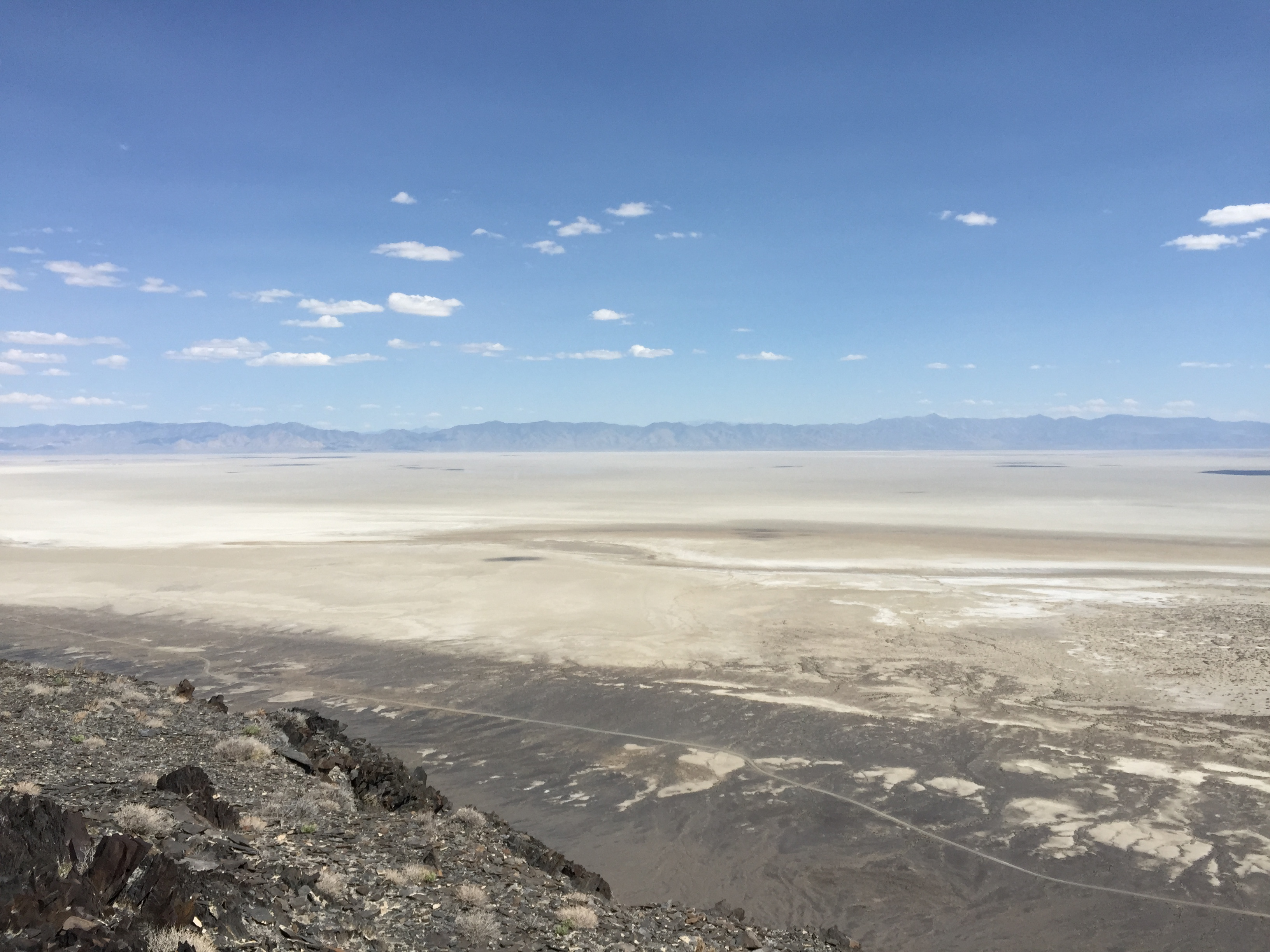
Carson Sink nhìn từ đỉnh núi Topog.

Ngày 24 tháng 7 năm 1952, hai đại tá Không quân trưng dụng một máy bay ném bom B-25 hai động cơ tại Hamilton Field phía bắc San Francisco để thực hiện chuyến bay đến Colorado Springs, Colorado. Lúc 3 giờ 40 phút chiều theo giờ miền núi, khi đang bay ở độ cao 11.000 foot (3.400 m) với tốc độ 180 hải lý trên giờ (330 km/h) qua Carson Sink, hai phi công đã nhìn thấy ba chiếc máy bay không xác định phía trước và bên phải của họ. Ban đầu, cả hai nghĩ rằng chiếc máy bay là máy bay phản lực F-86 nhưng xác định rằng chiếc máy bay đã bay quá cao so với trường hợp đó. Trên hết, các phi công báo cáo rằng máy bay đang bay theo hình chữ V, điều này không bình thường đối với máy bay quân sự vào thời điểm đó.
Trong vòng vài giây, chiếc máy bay đã đến đủ gần chiếc B-25 để các phi công có thể nhận dạng chiếc máy bay không xác định có màu bạc sáng, máy bay cánh delta không có đuôi và vòm kính che buồng lái của phi công. Hai đại tá cũng tường thuật rằng máy bay có một đường gờ chạy từ mũi đến đuôi. Sau đó, chiếc máy bay rẽ ngoặt sang trái, bay qua trong vòng 800 thước Anh (730 m) của B-25 trước khi cất cánh bay với tốc độ mà các phi công ước tính là tốc độ gấp ba lần tốc độ của F-86, khiến họ bị loại khỏi tầm nhìn trong vòng bốn giây.
Khi hạ cánh xuống Colorado Springs, hai phi công đã tới trình báo vụ việc với Bộ Tư lệnh Phòng không, thế nhưng cơ quan này nói cho họ biết rằng không có máy bay dân sự hoặc quân sự nào ở gần Carson Sink vào thời điểm họ bay qua khu vực này. Máy bay cánh delta gần nhất được biết đến là ở Bờ biển phía Tây vào thời điểm đó. Trên hết, máy bay của Hải quân được sơn màu xanh đậm.

## Hậu quả
Bộ Tư lệnh Phòng không đã báo cáo sự kiện này cho Dự án Blue Book, nhưng vẫn không ai đưa ra được lời giải thích nào cả. Trong cuốn sách tiếp theo của mình, The Report on Unidentified Flying Objects (Báo cáo về vật thể bay không xác định), Edward J. Ruppelt đã mô tả nó là "một bản báo cáo tốt về UFO với một kết luận chưa được biết". Cả hai phi công tiếp tục bác bỏ ý kiến cho rằng máy bay là F-86. Cuộc điều tra cũng xem xét bóng bay, cả bóng bay thời tiết và bóng bay nghiên cứu có thể rộng tới 100 foot (30 m), nhưng không có loại bóng bay nào được biết đến trong khu vực.
Cả hai phi công đều có những người bạn mà chính họ kể lại về đĩa bay. McGinn và Barton bày tỏ sự hoài nghi về những báo cáo này trước khi vụ việc xảy ra, nhưng khi được phỏng vấn tại Colorado Springs thì cả hai cho biết họ đã thay đổi ý kiến.